# Matthew Dobson
Matthew Dobson, född 1732, död 1784, var en engelsk läkare och experimentell fysiolog. Han är nu ihågkommen för sitt arbete med diabetes.

## Biografi
Matthew Dobsons föräldrar var Joshua Dobson, frikyrkligopastor vid Lydgate, West Yorkshire, och Elizabeth, dotter till Matthew Smith, som var präst i Mixenden. Han kom in på Glasgow University år 1750, där han tog Master of Artsexamen. Därefter flyttade han till Edinburghs universitet, där han tog M.D.-examen 1756. Från slutet av årtiondet arbetade han som läkare i Liverpool.
Dobson arbetade med Matthew Turner och andra för att starta Liverpool Academy of Art 1769, ett lokalt svar på Royal Academy of Artss grundande 1768. Efter en relativt långsam start hölls den första utställningen 1774. År 1770 utsågs han till läkaren för Liverpool Infirmary, som efterträdare till John Kennion.
Runt 1776 gav Dobson upp sin praktik i Liverpool, som togs över av Joseph Brandreth. Han valdes till medlem av sällskapet Royal Society år 1778, och blev chef för Liverpool Medical Library 1779. År 1780 led han av dålig hälsa och drog sig tillbaka till Bath. Året efter blev han bättre och gick med i Manchester Literary and Philosophical Society, etablerat 1781.
Dobson dog i Bath den 25 juli 1784 och blev endast 52 år gammal. Han begravdes i Walcot och ett minnesmärke sattes upp i Toxteth Parks kapell.

## Medicinskt arbete
Under universitetstiden arbetade Dobson med William Cullen om avdunstning på Glasgow University. År 1775 var det första gången Dobson identifierade den söta substansen i urin hos de patienter som led av diabetes som socker. Han publicerade sitt arbete som Experiments and Observations on the Urine in Diabetics (1776). Detta hade dock ingen större klinisk effekt då upptäckten ännu debatterades tills arbetet med George Owen Rees i mitten av 1800-talet. Dobson observerade den söta smaken av blod från diabetiker och hävdade att sjukdomen inte fanns i njurarna som man trodde på den tiden. De första användningarna av speciella dieter från läkare var inte särskilt lyckade. John Rollo observerade Dobsons forskning från 1790 och etablerade principer för en diabeteskost.
1775 experimenterade Dobson med ett uppvärmt rum som behandling. Hans kollega Henry Park agerade försökskanin. Han publicerade resultaten som ett brev till John Fothergrill i Philosphical Transactions.
År 1779 rapporterade Dobson framgång i användning av koldioxid vid behandling av skörbjugg. Samma år publicerade han Medical Commentary on Fixed Air. Upplagan 1787 hade en bilaga av William Falconer. Arbetet förespråkade även koldioxid som en behandling för blåssten. Dobson var också intresserad av blåssten från ett statistiskt perspektiv och samlade data från Norwich Hospital. Han gjorde faktiskt en bredare undersökning på sjukhus och de patienter som var inlagda på grund av blåssten. Siffrorna gavs ut i nytryck av Leonhard Ludwig Finke under 1790-talet.

## Fotnoter
1. 1 2  Evolve360 Arkiverad 24 september 2015 hämtat från the Wayback Machine., "Mathew Dobson and diabetes", Läst 2014-05-18.
2. ↑  Europe PubMed Central, "The Norwich School of Lithotomy", Läst 2014-05-18.